# Davis Cup 2019 – finále
Finále 2019 představovalo nejvyšší úroveň Davis Cupu – elitní osmnáctičlennou skupinu, z níž vzešel celkový vítěz 108. ročníku soutěže. Dějištěm se staly kryté dvorce s tvrdým povrchem GreenSet v madridském areálu Caja Mágica, a to mezi 18.–24. listopadem 2019. Poprvé v historii Davis Cupu byl hrán finálový turnaj, jenž nahradil Světovou skupinu. Mezistátní zápasy probíhaly v jediném dni, v podobě dvou dvouher a závěrečné čtyřhry. Utkání se hrála na dvě vítězné sady.
Obhájcem titulu bylo Chorvatsko, které nepostoupilo ze základní skupiny, když v ní získalo jedinou sadu.
Šestou trofej získalo Španělsko po finálovém vítězství nad Kanadou 2:0 na zápasy, již po dvouhrách. Světová jednička Rafael Nadal byla vyhlášena nejužitečnějším hráčem finálového turnaje, když v pěti dvouhrách neztratila ani jedno podání či set, rovněž tak neprohrála žádnou čtyřhru. Španělé navázali na triumfy z let 2000, 2004, 2008, 2009 a 2011. Kanada se do finálového zápasu probojovala poprvé v historii.

## Účastníci
Finále se účastnilo 18 týmů. Semifinalisté z předchozího ročníku se kvalifikovali automaticky, dva výběry získaly divokou kartu a zbylých dvanáct celků postoupilo z kvalifikačního kola.
Přehled týmů:
- 4 semifinalisté Světové skupiny 2018
- 2 divoké karty (WC) dle výběru Organizační komise pro týmy, které nehrály kvalifikační kolo
- 12 vítězů kvalifikačního kola hraného v únoru 2019

| Účastníci      | Účastníci | Účastníci     | Účastníci  | Účastníci | Účastníci           |
| Argentina (WC) | Austrálie | Belgie        | Francie    | Chile     | Chorvatsko          |
| Itálie         | Japonsko  | Kanada        | Kazachstán | Kolumbie  | Německo             |
| Nizozemsko     | Rusko     | Spojené státy | Srbsko     | Španělsko | Velká Británie (WC) |
| -------------- | --------- | ------------- | ---------- | --------- | ------------------- |

### Nasazení
Nasazení bylo vytvořeno na základě žebříčku ITF ze 4. února 2019. Šest nejvýše postavených družstev bylo nasazeno a rozděleno do prvních příček skupin A–F. Družstva ze 7.–12. místa byla nalosována do šesti skupin na druhé pozici, zbylí účastníci pak doplnili skupiny na třetích pozicích.
1. Francie (základní skupina)
2. Chorvatsko (základní skupina)
3. Argentina (čtvrtfinále)
4. Belgie (základní skupina)
5. Velká Británie (semifinále)
6. Spojené státy (základní skupina)
7. Španělsko (vítěz)
8. Srbsko (čtvrtfinále)
9. Austrálie (čtvrtfinále)
10. Itálie (základní skupina)
11. Německo (čtvrtfinále)
12. Kazachstán (základní skupina)
13. Kanada (finále)
14. Japonsko (základní skupina)
15. Kolumbie (základní skupina)
16. Nizozemsko (základní skupina)
17. Rusko (semifinále)
18. Chile (základní skupina)

## Nominace týmů
Podrobné informace naleznete v sekci Složení týmů.
Každé družstvo mohlo nominovat až pět tenistů nejpozději 20 dní před pondělím týdne konání turnaje, tj. do 29. října 2019. Pokud hráč utrpěl zranění, či onemocněl před úvodním zápasem týmu v soutěži, mohl jej nahradit další tenista. Mezinárodní tenisová federace oznámila složení družstev 21. října 2019.

## Formát
Finále obsahovalo šest tříčlenných skupin. Jejich vítězové a dva nejlepší týmy z druhých míst (dle nejvyššího poměru utkání, případně setů a her) postoupily do čtvrtfinále. Od osmičlenné fáze soutěž probíhala vyřazovacím systémem. Družstva mezi 5.–18. místě postoupila do kvalifikačního kola pro rok 2020.
| Den                                 | fáze             | týmů | informace                                   |
| ----------------------------------- | ---------------- | ---- | ------------------------------------------- |
| 18.–21. listopadu (pondělí–čtvrtek) | základní skupiny | 18   | 6 skupin po 3 týmech                        |
| 21.–22. listopadu (čtvrtek–pátek)   | čtvrtfinále      | 8    | 6 vítězů skupin + 2 nejlepší z druhých míst |
| 23. listopadu (sobota)              | semifinále       | 4    | kvalifikované týmy do finále 2020           |
| 24. listopadu (neděle)              | finále           | 2    |                                             |

## Základní skupiny
|  | postup do vyřazovací fáze |

### Přehled
| Skupina                                                                                               | 1. místo       | 1. místo | 1. místo | 1. místo | 2. místo      | 2. místo | 2. místo | 2. místo | 3. místo   | 3. místo | 3. místo | 3. místo |
| Skupina                                                                                               | tým            | MZ       | U        | S        | tým           | MZ       | U        | S        | tým        | MZ       | U        | S        |
| --- | -------------- | -------- | -------- | -------- | ------------- | -------- | -------- | -------- | ---------- | -------- | -------- | -------- |
| A | Srbsko         | 2–0      | 5–1      | 10–2     | Francie       | 1–1      | 3–3      | 6–7      | Japonsko   | 0–2      | 1–5      | 3–10     |
| B | Španělsko      | 2–0      | 5–1      | 11–2     | Rusko         | 1–1      | 4–2      | 8–6      | Chorvatsko | 0–2      | 0–6      | 1–12     |
| C | Německo        | 2–0      | 5–1      | 11–4     | Argentina     | 1–1      | 3–3      | 8–6      | Chile      | 0–2      | 1–5      | 2–11     |
| D | Austrálie      | 2–0      | 5–1      | 10–3     | Belgie        | 1–1      | 3–3      | 7–7      | Kolumbie   | 0–2      | 1–5      | 4–11     |
| E | Velká Británie | 2–0      | 4–2      | 10–5     | Kazachstán    | 1–1      | 3–3      | 7–7      | Nizozemsko | 0–2      | 2–4      | 5–10     |
| F | Kanada         | 2–0      | 4–2      | 9–5      | Spojené státy | 1–1      | 3–3      | 7–8      | Itálie     | 0–2      | 2–4      | 7–10     |
| MZ – poměr mezistátních zápasů, U – poměr jednotlivých utkání v mezistátních zápasech, S – poměr setů |                |          |          |          |               |          |          |          |            |          |          |          |

### Skupina A
| Poř. | Tým      | mez. zápasy | utkání | sety | % setů | hry   | % her |
| ---- | -------- | ----------- | ------ | ---- | ------ | ----- | ----- |
| 1.   | Srbsko   | 2–0         | 5–1    | 10–2 | 83%    | 72–50 | 59%   |
| 2.   | Francie  | 1–1         | 3–3    | 6–7  | 46 %   | 67–66 | 50 %  |
| 3.   | Japonsko | 0–2         | 1–5    | 3–10 | 23 %   | 53–76 | 41 %  |

#### Francie vs. Japonsko
| | Francie | 2 :                                                                    | 1    | Japonsko |     |  |
| --- | ------- | ---------------------------------------------------------------------- | ---- | -------- | --- |  |
| Estadio Arantxa Sánchez Vicario 19. listopadu 2019 |         |                                                                        |      |          |     |  |
| \| \| \| \| 1. \| 2. \| 3. \| \| \| -- \| \| ---------------------------------------------------------------------- \| ---- \| --- \| --- \| \| \| 1. \| \| Jo-Wilfried Tsonga Jasutaka Učijama \| 6 2 \| 6 1 \| \| \| \| 2. \| \| Gaël Monfils Jošihito Nišioka \| 5 7 \| 2 6 \| \| \| \| 3. \| \| Pierre-Hugues Herbert / Nicolas Mahut Ben McLachlan / Jasutaka Učijama \| 64 7 \| 6 4 \| 7 5 \| \| \| \| \| \| \| \| \| \| \| \| \| \| \| \| \| \| \| \| \| \| \| \| \| \| \| \| \| \| \| \| \| \| \| \| \| \| \| \| \| \| |         |                                                                        |      |          |     |  |
| |         |                                                                        | 1.   | 2.       | 3.  |  |
| 1. |         | Jo-Wilfried Tsonga Jasutaka Učijama                                    | 6 2  | 6 1      |     |  |
| 2. |         | Gaël Monfils Jošihito Nišioka                                          | 5 7  | 2 6      |     |  |
| 3. |         | Pierre-Hugues Herbert / Nicolas Mahut Ben McLachlan / Jasutaka Učijama | 64 7 | 6 4      | 7 5 |  |
| |         |                                                                        |      |          |     |  |
| |         |                                                                        |      |          |     |  |
| |         |                                                                        |      |          |     |  |
| |         |                                                                        |      |          |     |  |
| |         |                                                                        |      |          |     |  |

#### Srbsko vs. Japonsko
| | Srbsko | 3 :                                                                | 0    | Japonsko |    |  |
| --- | ------ | ------------------------------------------------------------------ | ---- | -------- | -- |  |
| Estadio Manolo Santana 20. listopadu 2019 |        |                                                                    |      |          |    |  |
| \| \| \| \| 1. \| 2. \| 3. \| \| \| -- \| \| ------------------------------------------------------------------ \| ---- \| ---- \| -- \| \| \| 1. \| \| Filip Krajinović Júiči Sugita \| 6 2 \| 6 4 \| \| \| \| 2. \| \| Novak Djoković Jošihito Nišioka \| 6 1 \| 6 2 \| \| \| \| 3. \| \| Janko Tipsarević / Viktor Troicki Ben McLachlan / Jasutaka Učijama \| 7 65 \| 7 64 \| \| \| \| \| \| \| \| \| \| \| \| \| \| \| \| \| \| \| \| \| \| \| \| \| \| \| \| \| \| \| \| \| \| \| \| \| \| \| \| \| \| \| |        |                                                                    |      |          |    |  |
| |        |                                                                    | 1.   | 2.       | 3. |  |
| 1. |        | Filip Krajinović Júiči Sugita                                      | 6 2  | 6 4      |    |  |
| 2. |        | Novak Djoković Jošihito Nišioka                                    | 6 1  | 6 2      |    |  |
| 3. |        | Janko Tipsarević / Viktor Troicki Ben McLachlan / Jasutaka Učijama | 7 65 | 7 64     |    |  |
| |        |                                                                    |      |          |    |  |
| |        |                                                                    |      |          |    |  |
| |        |                                                                    |      |          |    |  |
| |        |                                                                    |      |          |    |  |
| |        |                                                                    |      |          |    |  |

#### Francie vs. Srbsko
| | Francie | 1 :                                                                     | 2   | Srbsko |    |  |
| --- | ------- | ----------------------------------------------------------------------- | --- | ------ | -- |  |
| Estadio Manolo Santana 21. listopadu 2019 |         |                                                                         |     |        |    |  |
| \| \| \| \| 1. \| 2. \| 3. \| \| \| -- \| \| ----------------------------------------------------------------------- \| --- \| ---- \| -- \| \| \| 1. \| \| Jo-Wilfried Tsonga Filip Krajinović \| 5 7 \| 65 7 \| \| \| \| 2. \| \| Benoît Paire Novak Djoković \| 3 6 \| 3 6 \| \| \| \| 3. \| \| Pierre-Hugues Herbert / Nicolas Mahut Janko Tipsarević / Viktor Troicki \| 6 4 \| 6 4 \| \| \| \| \| \| \| \| \| \| \| \| \| \| \| \| \| \| \| \| \| \| \| \| \| \| \| \| \| \| \| \| \| \| \| \| \| \| \| \| \| \| \| |         |                                                                         |     |        |    |  |
| |         |                                                                         | 1.  | 2.     | 3. |  |
| 1. |         | Jo-Wilfried Tsonga Filip Krajinović                                     | 5 7 | 65 7   |    |  |
| 2. |         | Benoît Paire Novak Djoković                                             | 3 6 | 3 6    |    |  |
| 3. |         | Pierre-Hugues Herbert / Nicolas Mahut Janko Tipsarević / Viktor Troicki | 6 4 | 6 4    |    |  |
| |         |                                                                         |     |        |    |  |
| |         |                                                                         |     |        |    |  |
| |         |                                                                         |     |        |    |  |
| |         |                                                                         |     |        |    |  |
| |         |                                                                         |     |        |    |  |

### Skupina B
| Poř. | Tým        | mez. zápasy | utkání | sety | % setů | hry   | % her |
| ---- | ---------- | ----------- | ------ | ---- | ------ | ----- | ----- |
| 1.   | Španělsko  | 2–0         | 5–1    | 11–2 | 85 %   | 77–53 | 59 %  |
| 2.   | Rusko      | 1–1         | 4–2    | 8–6  | 57 %   | 78–72 | 52 %  |
| 3.   | Chorvatsko | 0–2         | 0–6    | 1–12 | 8 %    | 49–79 | 38 %  |

#### Chorvatsko vs. Rusko
| | Chorvatsko | 0 :                                                        | 3    | Rusko |     |  |
| --- | ---------- | ---------------------------------------------------------- | ---- | ----- | --- |  |
| Estadio Manolo Santana 18. listopadu 2019 |            |                                                            |      |       |     |  |
| \| \| \| \| 1. \| 2. \| 3. \| \| \| -- \| \| ---------------------------------------------------------- \| ---- \| --- \| --- \| \| \| 1. \| \| Borna Gojo Andrej Rubljov \| 3 6 \| 3 6 \| \| \| \| 2. \| \| Borna Ćorić Karen Chačanov \| 7 64 \| 4 6 \| 4 6 \| \| \| 3. \| \| Ivan Dodig / Nikola Mektić Karen Chačanov / Andrej Rubljov \| 63 7 \| 4 6 \| \| \| \| \| \| \| \| \| \| \| \| \| \| \| \| \| \| \| \| \| \| \| \| \| \| \| \| \| \| \| \| \| \| \| \| \| \| \| \| \| \| \| |            |                                                            |      |       |     |  |
| |            |                                                            | 1.   | 2.    | 3.  |  |
| 1. |            | Borna Gojo Andrej Rubljov                                  | 3 6  | 3 6   |     |  |
| 2. |            | Borna Ćorić Karen Chačanov                                 | 7 64 | 4 6   | 4 6 |  |
| 3. |            | Ivan Dodig / Nikola Mektić Karen Chačanov / Andrej Rubljov | 63 7 | 4 6   |     |  |
| |            |                                                            |      |       |     |  |
| |            |                                                            |      |       |     |  |
| |            |                                                            |      |       |     |  |
| |            |                                                            |      |       |     |  |
| |            |                                                            |      |       |     |  |

#### Španělsko vs. Rusko
| | Španělsko | 2 :                                                                 | 1   | Rusko |      |  |
| --- | --------- | ------------------------------------------------------------------- | --- | ----- | ---- |  |
| Estadio Manolo Santana 19. listopadu 2019 |           |                                                                     |     |       |      |  |
| \| \| \| \| 1. \| 2. \| 3. \| \| \| -- \| \| ------------------------------------------------------------------- \| --- \| ----- \| ---- \| \| \| 1. \| \| Roberto Bautista Agut Andrej Rubljov \| 6 3 \| 3 6 \| 60 7 \| \| \| 2. \| \| Rafael Nadal Karen Chačanov \| 6 3 \| 79 67 \| \| \| \| 3. \| \| Marcel Granollers / Feliciano López Karen Chačanov / Andrej Rubljov \| 6 4 \| 7 65 \| \| \| \| \| \| \| \| \| \| \| \| \| \| \| \| \| \| \| \| \| \| \| \| \| \| \| \| \| \| \| \| \| \| \| \| \| \| \| \| \| \| \| |           |                                                                     |     |       |      |  |
| |           |                                                                     | 1.  | 2.    | 3.   |  |
| 1. |           | Roberto Bautista Agut Andrej Rubljov                                | 6 3 | 3 6   | 60 7 |  |
| 2. |           | Rafael Nadal Karen Chačanov                                         | 6 3 | 79 67 |      |  |
| 3. |           | Marcel Granollers / Feliciano López Karen Chačanov / Andrej Rubljov | 6 4 | 7 65  |      |  |
| |           |                                                                     |     |       |      |  |
| |           |                                                                     |     |       |      |  |
| |           |                                                                     |     |       |      |  |
| |           |                                                                     |     |       |      |  |
| |           |                                                                     |     |       |      |  |

#### Chorvatsko vs. Španělsko
| | Chorvatsko | 0 :                                                      | 3   | Španělsko |    |  |
| --- | ---------- | -------------------------------------------------------- | --- | --------- | -- |  |
| Estadio Manolo Santana 20. listopadu 2019 |            |                                                          |     |           |    |  |
| \| \| \| \| 1. \| 2. \| 3. \| \| \| -- \| \| -------------------------------------------------------- \| --- \| --- \| -- \| \| \| 1. \| \| Nikola Mektić Roberto Bautista Agut \| 1 6 \| 3 6 \| \| \| \| 2. \| \| Borna Gojo Rafael Nadal \| 4 6 \| 3 6 \| \| \| \| 3. \| \| Ivan Dodig / Mate Pavić Marcel Granollers / Rafael Nadal \| 3 6 \| 4 6 \| \| \| \| \| \| \| \| \| \| \| \| \| \| \| \| \| \| \| \| \| \| \| \| \| \| \| \| \| \| \| \| \| \| \| \| \| \| \| \| \| \| \| |            |                                                          |     |           |    |  |
| |            |                                                          | 1.  | 2.        | 3. |  |
| 1. |            | Nikola Mektić Roberto Bautista Agut                      | 1 6 | 3 6       |    |  |
| 2. |            | Borna Gojo Rafael Nadal                                  | 4 6 | 3 6       |    |  |
| 3. |            | Ivan Dodig / Mate Pavić Marcel Granollers / Rafael Nadal | 3 6 | 4 6       |    |  |
| |            |                                                          |     |           |    |  |
| |            |                                                          |     |           |    |  |
| |            |                                                          |     |           |    |  |
| |            |                                                          |     |           |    |  |
| |            |                                                          |     |           |    |  |

### Skupina C
| Poř. | Tým       | mez. zápasy | utkání | sety | % setů | hry   | % her |
| ---- | --------- | ----------- | ------ | ---- | ------ | ----- | ----- |
| 1.   | Německo   | 2–0         | 5–1    | 11–4 | 73 %   | 90–77 | 54 %  |
| 2.   | Argentina | 1–1         | 3–3    | 8–6  | 57 %   | 78–65 | 55 %  |
| 3.   | Chile     | 0–2         | 1–5    | 2–11 | 15 %   | 55–81 | 40 %  |

#### Argentina vs. Chile
| | Argentina | 3 :                                                                      | 0   | Chile |    |  |
| --- | --- | ------------------------------------------------------------------------ | --- | ----- | -- |  |
| Estadio Manolo Santana 19. listopadu 2019 | |                                                                          |     |       |    |  |
| \| \| \| \| 1. \| 2. \| 3. \| \| \| ----------- \| ------------------------------------------------------------------------------------------------------------------------------------------------------------------------------------- \| ------------------------------------------------------------------------ \| --- \| --- \| -- \| \| \| 1. \| \| Guido Pella Nicolás Jarry \| 6 4 \| 6 3 \| \| \| \| 2. \| \| Diego Schwartzman Cristian Garín \| 6 2 \| 6 2 \| \| \| \| 3. \| \| Máximo González / Leonardo Mayer Nicolás Jarry / Hans Podlipnik Castillo \| 6 3 \| 7 5 \| \| \| \| \| \| \| \| \| \| \| \| \| \| \| \| \| \| \| \| \| \| \| \| \| \| \| \| Podrobnosti \| \| \| \| \| \| \| \| \| Nicolás Jarry měl po zápase pozitivní dopingový test na selektivní modulátor receptoru androgenu ligandrol a anabolický steroid stanozolol. Informace byla oznámena v lednu 2020.[17] \| \| \| \| \| \| | |                                                                          |     |       |    |  |
| | |                                                                          | 1.  | 2.    | 3. |  |
| 1. | | Guido Pella Nicolás Jarry                                                | 6 4 | 6 3   |    |  |
| 2. | | Diego Schwartzman Cristian Garín                                         | 6 2 | 6 2   |    |  |
| 3. | | Máximo González / Leonardo Mayer Nicolás Jarry / Hans Podlipnik Castillo | 6 3 | 7 5   |    |  |
| | |                                                                          |     |       |    |  |
| | |                                                                          |     |       |    |  |
| | |                                                                          |     |       |    |  |
| Podrobnosti | |                                                                          |     |       |    |  |
| | Nicolás Jarry měl po zápase pozitivní dopingový test na selektivní modulátor receptoru androgenu ligandrol a anabolický steroid stanozolol. Informace byla oznámena v lednu 2020. |                                                                          |     |       |    |  |

#### Argentina vs. Německo
| | Argentina | 0 :                                                            | 3    | Německo |         |  |
| --- | --------- | -------------------------------------------------------------- | ---- | ------- | ------- |  |
| Estadio Arantxa Sánchez Vicario 20. listopadu 2019 |           |                                                                |      |         |         |  |
| \| \| \| \| 1. \| 2. \| 3. \| \| \| -- \| \| -------------------------------------------------------------- \| ---- \| ------ \| ------- \| \| \| 1. \| \| Guido Pella Philipp Kohlschreiber \| 6 1 \| 3 6 \| 4 6 \| \| \| 2. \| \| Diego Schwartzman Jan-Lennard Struff \| 3 6 \| 68 710 \| \| \| \| 3. \| \| Máximo González / Leonardo Mayer Kevin Krawietz / Andreas Mies \| 7 64 \| 62 7 \| 618 720 \| \| \| \| \| \| \| \| \| \| \| \| \| \| \| \| \| \| \| \| \| \| \| \| \| \| \| \| \| \| \| \| \| \| \| \| \| \| \| \| \| \| |           |                                                                |      |         |         |  |
| |           |                                                                | 1.   | 2.      | 3.      |  |
| 1. |           | Guido Pella Philipp Kohlschreiber                              | 6 1  | 3 6     | 4 6     |  |
| 2. |           | Diego Schwartzman Jan-Lennard Struff                           | 3 6  | 68 710  |         |  |
| 3. |           | Máximo González / Leonardo Mayer Kevin Krawietz / Andreas Mies | 7 64 | 62 7    | 618 720 |  |
| |           |                                                                |      |         |         |  |
| |           |                                                                |      |         |         |  |
| |           |                                                                |      |         |         |  |
| |           |                                                                |      |         |         |  |
| |           |                                                                |      |         |         |  |

#### Německo vs. Chile
| | Německo | 2 :                                                                         | 1    | Chile |        |  |
| --- | ------- | --------------------------------------------------------------------------- | ---- | ----- | ------ |  |
| Estadio Arantxa Sánchez Vicario 21. listopadu 2019 |         |                                                                             |      |       |        |  |
| \| \| \| \| 1. \| 2. \| 3. \| \| \| -- \| \| --------------------------------------------------------------------------- \| ---- \| ---- \| ------ \| \| \| 1. \| \| Philipp Kohlschreiber Nicolás Jarry \| 6 4 \| 6 3 \| \| \| \| 2. \| \| Jan-Lennard Struff Cristian Garín \| 7 63 \| 67 9 \| 68 710 \| \| \| 3. \| \| Kevin Krawietz / Andreas Mies Marcelo Tomás Barrios Vera / Alejandro Tabilo \| 7 63 \| 6 3 \| \| \| \| \| \| \| \| \| \| \| \| \| \| \| \| \| \| \| \| \| \| \| \| \| \| \| \| \| \| \| \| \| \| \| \| \| \| \| \| \| \| \| |         |                                                                             |      |       |        |  |
| |         |                                                                             | 1.   | 2.    | 3.     |  |
| 1. |         | Philipp Kohlschreiber Nicolás Jarry                                         | 6 4  | 6 3   |        |  |
| 2. |         | Jan-Lennard Struff Cristian Garín                                           | 7 63 | 67 9  | 68 710 |  |
| 3. |         | Kevin Krawietz / Andreas Mies Marcelo Tomás Barrios Vera / Alejandro Tabilo | 7 63 | 6 3   |        |  |
| |         |                                                                             |      |       |        |  |
| |         |                                                                             |      |       |        |  |
| |         |                                                                             |      |       |        |  |
| |         |                                                                             |      |       |        |  |
| |         |                                                                             |      |       |        |  |

### Skupina D
| Poř. | Tým       | mez. zápasy | utkání | sety | % setů | hry   | % her |
| ---- | --------- | ----------- | ------ | ---- | ------ | ----- | ----- |
| 1.   | Austrálie | 2–0         | 5–1    | 10–3 | 77 %   | 67–56 | 54 %  |
| 2.   | Belgie    | 1–1         | 3–3    | 7–7  | 50 %   | 70–63 | 53 %  |
| 3.   | Kolumbie  | 0–2         | 1–5    | 4–11 | 27 %   | 66–84 | 44 %  |

#### Belgie vs. Kolumbie
| | Belgie | 2 :                                                              | 1    | Kolumbie |      |  |
| --- | ------ | ---------------------------------------------------------------- | ---- | -------- | ---- |  |
| Estadio 3 18. listopadu 2019 |        |                                                                  |      |          |      |  |
| \| \| \| \| 1. \| 2. \| 3. \| \| \| -- \| \| ---------------------------------------------------------------- \| ---- \| --- \| ---- \| \| \| 1. \| \| Steve Darcis Santiago Giraldo \| 6 3 \| 6 2 \| \| \| \| 2. \| \| David Goffin Daniel Elahi Galán \| 3 6 \| 6 3 \| 6 3 \| \| \| 3. \| \| Sander Gillé / Joran Vliegen Juan Sebastián Cabal / Robert Farah \| 7 65 \| 4 6 \| 63 7 \| \| \| \| \| \| \| \| \| \| \| \| \| \| \| \| \| \| \| \| \| \| \| \| \| \| \| \| \| \| \| \| \| \| \| \| \| \| \| \| \| \| |        |                                                                  |      |          |      |  |
| |        |                                                                  | 1.   | 2.       | 3.   |  |
| 1. |        | Steve Darcis Santiago Giraldo                                    | 6 3  | 6 2      |      |  |
| 2. |        | David Goffin Daniel Elahi Galán                                  | 3 6  | 6 3      | 6 3  |  |
| 3. |        | Sander Gillé / Joran Vliegen Juan Sebastián Cabal / Robert Farah | 7 65 | 4 6      | 63 7 |  |
| |        |                                                                  |      |          |      |  |
| |        |                                                                  |      |          |      |  |
| |        |                                                                  |      |          |      |  |
| |        |                                                                  |      |          |      |  |
| |        |                                                                  |      |          |      |  |

#### Austrálie vs. Kolumbie
| | Austrálie | 3 :                                                              | 0   | Kolumbie |       |  |
| --- | --------- | ---------------------------------------------------------------- | --- | -------- | ----- |  |
| Estadio 3 19. listopadu 2019 |           |                                                                  |     |          |       |  |
| \| \| \| \| 1. \| 2. \| 3. \| \| \| -- \| \| ---------------------------------------------------------------- \| --- \| --- \| ----- \| \| \| 1. \| \| Nick Kyrgios Alejandro González \| 6 4 \| 6 4 \| \| \| \| 2. \| \| Alex de Minaur Daniel Elahi Galán \| 6 4 \| 6 3 \| \| \| \| 3. \| \| John Peers / Jordan Thompson Juan Sebastián Cabal / Robert Farah \| 6 3 \| 3 6 \| 78 66 \| \| \| \| \| \| \| \| \| \| \| \| \| \| \| \| \| \| \| \| \| \| \| \| \| \| \| \| \| \| \| \| \| \| \| \| \| \| \| \| \| \| |           |                                                                  |     |          |       |  |
| |           |                                                                  | 1.  | 2.       | 3.    |  |
| 1. |           | Nick Kyrgios Alejandro González                                  | 6 4 | 6 4      |       |  |
| 2. |           | Alex de Minaur Daniel Elahi Galán                                | 6 4 | 6 3      |       |  |
| 3. |           | John Peers / Jordan Thompson Juan Sebastián Cabal / Robert Farah | 6 3 | 3 6      | 78 66 |  |
| |           |                                                                  |     |          |       |  |
| |           |                                                                  |     |          |       |  |
| |           |                                                                  |     |          |       |  |
| |           |                                                                  |     |          |       |  |
| |           |                                                                  |     |          |       |  |

#### Belgie vs. Austrálie
| | Belgie | 1 :                                                       | 2   | Austrálie |    |       |
| --- | --- | --------------------------------------------------------- | --- | --------- | -- | ----- |
| Estadio 3 20. listopadu 2019 | |                                                           |     |           |    |       |
| \| \| \| \| 1. \| 2. \| 3. \| \| \| ----------- \| ------------------------------------------------------------------------------------------------------------------ \| --------------------------------------------------------- \| --- \| ------ \| -- \| ----- \| \| 1. \| \| Steve Darcis Nick Kyrgios \| 2 6 \| 69 711 \| \| \| \| 2. \| \| David Goffin Alex de Minaur \| 0 6 \| 64 7 \| \| \| \| 3. \| \| Sander Gillé / Joran Vliegen John Peers / Jordan Thompson \| 0 1 \| \| \| skreč \| \| \| \| \| \| \| \| \| \| \| \| \| \| \| \| \| \| \| \| \| \| \| \| \| \| Podrobnosti \| \| \| \| \| \| \| \| \| Výhra páru Gillé a Vliegen nad dvojicí Peers a Thompson díky skreči Australanů byla započítána výsledkem 6–1, 6–0. \| \| \| \| \| \| | |                                                           |     |           |    |       |
| | |                                                           | 1.  | 2.        | 3. |       |
| 1. | | Steve Darcis Nick Kyrgios                                 | 2 6 | 69 711    |    |       |
| 2. | | David Goffin Alex de Minaur                               | 0 6 | 64 7      |    |       |
| 3. | | Sander Gillé / Joran Vliegen John Peers / Jordan Thompson | 0 1 |           |    | skreč |
| | |                                                           |     |           |    |       |
| | |                                                           |     |           |    |       |
| | |                                                           |     |           |    |       |
| Podrobnosti | |                                                           |     |           |    |       |
| | Výhra páru Gillé a Vliegen nad dvojicí Peers a Thompson díky skreči Australanů byla započítána výsledkem 6–1, 6–0. |                                                           |     |           |    |       |

### Skupina E
| Poř. | Tým            | mez. zápasy | utkání | sety | % setů | hry   | % her |
| ---- | -------------- | ----------- | ------ | ---- | ------ | ----- | ----- |
| 1.   | Velká Británie | 2–0         | 4–2    | 10–5 | 67 %   | 84–71 | 54 %  |
| 2.   | Kazachstán     | 1–1         | 3–3    | 7–7  | 50 %   | 70–67 | 51 %  |
| 3.   | Nizozemsko     | 0–2         | 2–4    | 5–10 | 33 %   | 74–90 | 45 %  |

#### Kazachstán vs. Nizozemsko
| | Kazachstán | 2 :                                                                | 1   | Nizozemsko |      |  |
| --- | ---------- | ------------------------------------------------------------------ | --- | ---------- | ---- |  |
| Estadio 3 19. listopadu 2019 |            |                                                                    |     |            |      |  |
| \| \| \| \| 1. \| 2. \| 3. \| \| \| -- \| \| ------------------------------------------------------------------ \| --- \| ---- \| ---- \| \| \| 1. \| \| Michail Kukuškin Botic van de Zandschulp \| 6 2 \| 6 2 \| \| \| \| 2. \| \| Alexandr Bublik Robin Haase \| 5 7 \| 6 3 \| 65 7 \| \| \| 3. \| \| Michail Kukuškin / Alexandr Bublik Robin Haase / Jean-Julien Rojer \| 6 4 \| 7 62 \| \| \| \| \| \| \| \| \| \| \| \| \| \| \| \| \| \| \| \| \| \| \| \| \| \| \| \| \| \| \| \| \| \| \| \| \| \| \| \| \| \| \| |            |                                                                    |     |            |      |  |
| |            |                                                                    | 1.  | 2.         | 3.   |  |
| 1. |            | Michail Kukuškin Botic van de Zandschulp                           | 6 2 | 6 2        |      |  |
| 2. |            | Alexandr Bublik Robin Haase                                        | 5 7 | 6 3        | 65 7 |  |
| 3. |            | Michail Kukuškin / Alexandr Bublik Robin Haase / Jean-Julien Rojer | 6 4 | 7 62       |      |  |
| |            |                                                                    |     |            |      |  |
| |            |                                                                    |     |            |      |  |
| |            |                                                                    |     |            |      |  |
| |            |                                                                    |     |            |      |  |
| |            |                                                                    |     |            |      |  |

#### Velká Británie vs. Nizozemsko
| | Velká Británie | 2 :                                                            | 1    | Nizozemsko |      |  |
| --- | -------------- | -------------------------------------------------------------- | ---- | ---------- | ---- |  |
| Estadio 3 20. listopadu 2019 |                |                                                                |      |            |      |  |
| \| \| \| \| 1. \| 2. \| 3. \| \| \| -- \| \| -------------------------------------------------------------- \| ---- \| ----- \| ---- \| \| \| 1. \| \| Andy Murray Tallon Griekspoor \| 67 9 \| 6 4 \| 7 65 \| \| \| 2. \| \| Dan Evans Robin Haase \| 6 3 \| 65 7 \| 4 6 \| \| \| 3. \| \| Jamie Murray / Neal Skupski Wesley Koolhof / Jean-Julien Rojer \| 6 4 \| 78 66 \| \| \| \| \| \| \| \| \| \| \| \| \| \| \| \| \| \| \| \| \| \| \| \| \| \| \| \| \| \| \| \| \| \| \| \| \| \| \| \| \| \| \| |                |                                                                |      |            |      |  |
| |                |                                                                | 1.   | 2.         | 3.   |  |
| 1. |                | Andy Murray Tallon Griekspoor                                  | 67 9 | 6 4        | 7 65 |  |
| 2. |                | Dan Evans Robin Haase                                          | 6 3  | 65 7       | 4 6  |  |
| 3. |                | Jamie Murray / Neal Skupski Wesley Koolhof / Jean-Julien Rojer | 6 4  | 78 66      |      |  |
| |                |                                                                |      |            |      |  |
| |                |                                                                |      |            |      |  |
| |                |                                                                |      |            |      |  |
| |                |                                                                |      |            |      |  |
| |                |                                                                |      |            |      |  |

#### Velká Británie  vs. Kazachstán
| | Velká Británie | 2 :                                                            | 1   | Kazachstán |     |  |
| --- | -------------- | -------------------------------------------------------------- | --- | ---------- | --- |  |
| Estadio 3 21. listopadu 2019 |                |                                                                |     |            |     |  |
| \| \| \| \| 1. \| 2. \| 3. \| \| \| -- \| \| -------------------------------------------------------------- \| --- \| --- \| --- \| \| \| 1. \| \| Kyle Edmund Michail Kukuškin \| 6 3 \| 6 3 \| \| \| \| 2. \| \| Dan Evans Alexandr Bublik \| 7 5 \| 4 6 \| 1 6 \| \| \| 3. \| \| Jamie Murray / Neal Skupski Alexandr Bublik / Michail Kukuškin \| 6 1 \| 6 4 \| \| \| \| \| \| \| \| \| \| \| \| \| \| \| \| \| \| \| \| \| \| \| \| \| \| \| \| \| \| \| \| \| \| \| \| \| \| \| \| \| \| \| |                |                                                                |     |            |     |  |
| |                |                                                                | 1.  | 2.         | 3.  |  |
| 1. |                | Kyle Edmund Michail Kukuškin                                   | 6 3 | 6 3        |     |  |
| 2. |                | Dan Evans Alexandr Bublik                                      | 7 5 | 4 6        | 1 6 |  |
| 3. |                | Jamie Murray / Neal Skupski Alexandr Bublik / Michail Kukuškin | 6 1 | 6 4        |     |  |
| |                |                                                                |     |            |     |  |
| |                |                                                                |     |            |     |  |
| |                |                                                                |     |            |     |  |
| |                |                                                                |     |            |     |  |
| |                |                                                                |     |            |     |  |

### Skupina F
| Poř. | Tým           | mez. zápasy | utkání | sety | % setů | hry   | % her |
| ---- | ------------- | ----------- | ------ | ---- | ------ | ----- | ----- |
| 1.   | Kanada        | 2–0         | 4–2    | 9–5  | 64 %   | 72–78 | 48 %  |
| 2.   | Spojené státy | 1–1         | 3–3    | 7–8  | 47 %   | 84–77 | 52 %  |
| 3.   | Itálie        | 0–2         | 2–4    | 7–10 | 41 %   | 95–96 | 50 %  |

#### Itálie vs. Kanada
| | Itálie | 1 :                                                                 | 2    | Kanada |      |  |
| --- | ------ | ------------------------------------------------------------------- | ---- | ------ | ---- |  |
| Estadio Arantxa Sánchez Vicario 18. listopadu 2019 |        |                                                                     |      |        |      |  |
| \| \| \| \| 1. \| 2. \| 3. \| \| \| -- \| \| ------------------------------------------------------------------- \| ---- \| ---- \| ---- \| \| \| 1. \| \| Fabio Fognini Vasek Pospisil \| 65 7 \| 5 7 \| \| \| \| 2. \| \| Matteo Berrettini Denis Shapovalov \| 65 7 \| 7 63 \| 65 7 \| \| \| 3. \| \| Matteo Berrettini / Fabio Fognini Vasek Pospisil / Denis Shapovalov \| 6 2 \| 3 6 \| 6 3 \| \| \| \| \| \| \| \| \| \| \| \| \| \| \| \| \| \| \| \| \| \| \| \| \| \| \| \| \| \| \| \| \| \| \| \| \| \| \| \| \| \| |        |                                                                     |      |        |      |  |
| |        |                                                                     | 1.   | 2.     | 3.   |  |
| 1. |        | Fabio Fognini Vasek Pospisil                                        | 65 7 | 5 7    |      |  |
| 2. |        | Matteo Berrettini Denis Shapovalov                                  | 65 7 | 7 63   | 65 7 |  |
| 3. |        | Matteo Berrettini / Fabio Fognini Vasek Pospisil / Denis Shapovalov | 6 2  | 3 6    | 6 3  |  |
| |        |                                                                     |      |        |      |  |
| |        |                                                                     |      |        |      |  |
| |        |                                                                     |      |        |      |  |
| |        |                                                                     |      |        |      |  |
| |        |                                                                     |      |        |      |  |

#### Spojené státy americké vs. Kanada
| | Spojené státy americké                                                                                   | 1 :                                                       | 2    | Kanada |    |          |
| --- | --- | --------------------------------------------------------- | ---- | ------ | -- | -------- |
| Estadio Arantxa Sánchez Vicario 19. listopadu 2019 | |                                                           |      |        |    |          |
| \| \| \| \| 1. \| 2. \| 3. \| \| \| ----------- \| -------------------------------------------------------------------------------------------------------- \| --------------------------------------------------------- \| ---- \| ---- \| -- \| -------- \| \| 1. \| \| Reilly Opelka Vasek Pospisil \| 65 7 \| 67 9 \| \| \| \| 2. \| \| Taylor Fritz Denis Shapovalov \| 6 78 \| 3 6 \| \| \| \| 3. \| \| Sam Querrey / Jack Sock Vasek Pospisil / Denis Shapovalov \| \| \| \| bez boje \| \| \| \| \| \| \| \| \| \| \| \| \| \| \| \| \| \| \| \| \| \| \| \| \| \| Podrobnosti \| \| \| \| \| \| \| \| \| Výhra bez boje páru Querrey a Sock nad dvojicí Pospisil a Shapovalov byla započítána výsledkem 6–0, 6–0. \| \| \| \| \| \| | |                                                           |      |        |    |          |
| | |                                                           | 1.   | 2.     | 3. |          |
| 1. | | Reilly Opelka Vasek Pospisil                              | 65 7 | 67 9   |    |          |
| 2. | | Taylor Fritz Denis Shapovalov                             | 6 78 | 3 6    |    |          |
| 3. | | Sam Querrey / Jack Sock Vasek Pospisil / Denis Shapovalov |      |        |    | bez boje |
| | |                                                           |      |        |    |          |
| | |                                                           |      |        |    |          |
| | |                                                           |      |        |    |          |
| Podrobnosti | |                                                           |      |        |    |          |
| | Výhra bez boje páru Querrey a Sock nad dvojicí Pospisil a Shapovalov byla započítána výsledkem 6–0, 6–0. |                                                           |      |        |    |          |

#### Spojené státy americké vs. Itálie
| | Spojené státy americké | 2 :                                                    | 1    | Itálie |     |  |
| --- | ---------------------- | ------------------------------------------------------ | ---- | ------ | --- |  |
| Estadio Arantxa Sánchez Vicario 20. listopadu 2019 |                        |                                                        |      |        |     |  |
| \| \| \| \| 1. \| 2. \| 3. \| \| \| -- \| \| ------------------------------------------------------ \| ---- \| ---- \| --- \| \| \| 1. \| \| Reilly Opelka Fabio Fognini \| 4 6 \| 7 64 \| 3 6 \| \| \| 2. \| \| Taylor Fritz Matteo Berrettini \| 5 7 \| 7 65 \| 6 2 \| \| \| 3. \| \| Sam Querrey / Jack Sock Simone Bolelli / Fabio Fognini \| 64 7 \| 7 62 \| 6 4 \| \| \| \| \| \| \| \| \| \| \| \| \| \| \| \| \| \| \| \| \| \| \| \| \| \| \| \| \| \| \| \| \| \| \| \| \| \| \| \| \| \| |                        |                                                        |      |        |     |  |
| |                        |                                                        | 1.   | 2.     | 3.  |  |
| 1. |                        | Reilly Opelka Fabio Fognini                            | 4 6  | 7 64   | 3 6 |  |
| 2. |                        | Taylor Fritz Matteo Berrettini                         | 5 7  | 7 65   | 6 2 |  |
| 3. |                        | Sam Querrey / Jack Sock Simone Bolelli / Fabio Fognini | 64 7 | 7 62   | 6 4 |  |
| |                        |                                                        |      |        |     |  |
| |                        |                                                        |      |        |     |  |
| |                        |                                                        |      |        |     |  |
| |                        |                                                        |      |        |     |  |
| |                        |                                                        |      |        |     |  |

## Vyřazovací fáze

### Pavouk
|  | Čtvrtfinále   | Čtvrtfinále    | Čtvrtfinále   |               |               | Semifinále     | Semifinále    | Semifinále    |               |               | Finále        | Finále        | Finále        |               |               |
|  |               |                |               |               |               |                |               |               |               |               |               |               |               |               |               |
|  | 22. listopadu |                |               |               |               |                |               |               |               |               |               |               |               |               |               |
|  | 8             | Srbsko         | 1             |               |               |                |               |               |               |               |               |               |               |               |               |
|  | 17            | Rusko          | 2             |               |               | 23. listopadu  | 23. listopadu | 23. listopadu | 23. listopadu | 23. listopadu |               |               |               |               |               |
|  |               |                |               |               | 17            | Rusko          | 1             |               |               |               |               |               |               |               |               |
|  | 21. listopadu | 21. listopadu  | 21. listopadu | 21. listopadu |               | 13             | Kanada        | 2             |               |               |               |               |               |               |               |
|  | 9             | Austrálie      | 1             |               |               |                |               |               |               |               |               |               |               |               |               |
|  | 13            | Kanada         | 2             |               |               |                |               |               |               |               | 24. listopadu | 24. listopadu | 24. listopadu | 24. listopadu | 24. listopadu |
|  |               |                |               |               |               |                |               |               |               |               | 13            | Kanada        | 0             |               |               |
|  | 22. listopadu | 22. listopadu  | 22. listopadu | 22. listopadu | 22. listopadu |                |               |               |               |               | 7             | Španělsko     | 2             |               |               |
|  | 5             | Velká Británie | 2             |               |               |                |               |               |               |               |               |               |               |               |               |
|  | 11            | Německo        | 0             |               |               | 23. listopadu  | 23. listopadu | 23. listopadu | 23. listopadu | 23. listopadu |               |               |               |               |               |
|  |               |                |               |               | 5             | Velká Británie | 1             |               |               |               |               |               |               |               |               |
|  | 22. listopadu | 22. listopadu  | 22. listopadu | 22. listopadu |               | 7              | Španělsko     | 2             |               |               |               |               |               |               |               |
|  | 3             | Argentina      | 1             |               |               |                |               |               |               |               |               |               |               |               |               |
|  | 7             | Španělsko      | 2             |               |               |                |               |               |               |               |               |               |               |               |               |

### Čtvrtfinále

#### Austrálie vs. Kanada
| | Austrálie | 1 :                                                            | 2    | Kanada |     |  |
| --- | --------- | -------------------------------------------------------------- | ---- | ------ | --- |  |
| Estadio Manolo Santana 21. listopadu 2019 |           |                                                                |      |        |     |  |
| \| \| \| \| 1. \| 2. \| 3. \| \| \| -- \| \| -------------------------------------------------------------- \| ---- \| --- \| --- \| \| \| 1. \| \| John Millman Vasek Pospisil \| 67 9 \| 4 6 \| \| \| \| 2. \| \| Alex de Minaur Denis Shapovalov \| 3 6 \| 6 3 \| 7 5 \| \| \| 3. \| \| John Peers / Jordan Thompson Vasek Pospisil / Denis Shapovalov \| 4 6 \| 4 6 \| \| \| \| \| \| \| \| \| \| \| \| \| \| \| \| \| \| \| \| \| \| \| \| \| \| \| \| \| \| \| \| \| \| \| \| \| \| \| \| \| \| \| |           |                                                                |      |        |     |  |
| |           |                                                                | 1.   | 2.     | 3.  |  |
| 1. |           | John Millman Vasek Pospisil                                    | 67 9 | 4 6    |     |  |
| 2. |           | Alex de Minaur Denis Shapovalov                                | 3 6  | 6 3    | 7 5 |  |
| 3. |           | John Peers / Jordan Thompson Vasek Pospisil / Denis Shapovalov | 4 6  | 4 6    |     |  |
| |           |                                                                |      |        |     |  |
| |           |                                                                |      |        |     |  |
| |           |                                                                |      |        |     |  |
| |           |                                                                |      |        |     |  |
| |           |                                                                |      |        |     |  |

#### Srbsko vs. Rusko
| | Srbsko | 1 :                                                             | 2   | Rusko |        |  |
| --- | ------ | --------------------------------------------------------------- | --- | ----- | ------ |  |
| Estadio Manolo Santana 22. listopadu 2019 |        |                                                                 |     |       |        |  |
| \| \| \| \| 1. \| 2. \| 3. \| \| \| -- \| \| --------------------------------------------------------------- \| --- \| --- \| ------ \| \| \| 1. \| \| Filip Krajinović Andrej Rubljov \| 1 6 \| 2 6 \| \| \| \| 2. \| \| Novak Djoković Karen Chačanov \| 6 3 \| 6 3 \| \| \| \| 3. \| \| Novak Djoković / Viktor Troicki Karen Chačanov / Andrej Rubljov \| 4 6 \| 6 4 \| 68 710 \| \| \| \| \| \| \| \| \| \| \| \| \| \| \| \| \| \| \| \| \| \| \| \| \| \| \| \| \| \| \| \| \| \| \| \| \| \| \| \| \| \| |        |                                                                 |     |       |        |  |
| |        |                                                                 | 1.  | 2.    | 3.     |  |
| 1. |        | Filip Krajinović Andrej Rubljov                                 | 1 6 | 2 6   |        |  |
| 2. |        | Novak Djoković Karen Chačanov                                   | 6 3 | 6 3   |        |  |
| 3. |        | Novak Djoković / Viktor Troicki Karen Chačanov / Andrej Rubljov | 4 6 | 6 4   | 68 710 |  |
| |        |                                                                 |     |       |        |  |
| |        |                                                                 |     |       |        |  |
| |        |                                                                 |     |       |        |  |
| |        |                                                                 |     |       |        |  |
| |        |                                                                 |     |       |        |  |

#### Velká Británie vs. Německo
| | Velká Británie | 2 :                                                       | 0     | Německo |      |            |
| --- | -------------- | --------------------------------------------------------- | ----- | ------- | ---- | ---------- |
| Estadio Arantxa Sánchez Vicario 22. listopadu 2019 |                |                                                           |       |         |      |            |
| \| \| \| \| 1. \| 2. \| 3. \| \| \| -- \| \| --------------------------------------------------------- \| ----- \| --- \| ---- \| ---------- \| \| 1. \| \| Kyle Edmund Philipp Kohlschreiber \| 6 3 \| 7 5 \| \| \| \| 2. \| \| Dan Evans Jan-Lennard Struff \| 78 66 \| 3 6 \| 7 62 \| \| \| 3. \| \| Jamie Murray / Neal Skupski Kevin Krawietz / Andreas Mies \| \| \| \| nehrálo se \| \| \| \| \| \| \| \| \| \| \| \| \| \| \| \| \| \| \| \| \| \| \| \| \| \| \| \| \| \| \| \| \| \| \| \| \| \| \| \| \| |                |                                                           |       |         |      |            |
| |                |                                                           | 1.    | 2.      | 3.   |            |
| 1. |                | Kyle Edmund Philipp Kohlschreiber                         | 6 3   | 7 5     |      |            |
| 2. |                | Dan Evans Jan-Lennard Struff                              | 78 66 | 3 6     | 7 62 |            |
| 3. |                | Jamie Murray / Neal Skupski Kevin Krawietz / Andreas Mies |       |         |      | nehrálo se |
| |                |                                                           |       |         |      |            |
| |                |                                                           |       |         |      |            |
| |                |                                                           |       |         |      |            |
| |                |                                                           |       |         |      |            |
| |                |                                                           |       |         |      |            |

#### Argentina vs. Španělsko
| | Argentina | 1 :                                                               | 2    | Španělsko |     |  |
| --- | --------- | ----------------------------------------------------------------- | ---- | --------- | --- |  |
| Estadio Manolo Santana 22. listopadu 2019 |           |                                                                   |      |           |     |  |
| \| \| \| \| 1. \| 2. \| 3. \| \| \| -- \| \| ----------------------------------------------------------------- \| ---- \| ---- \| --- \| \| \| 1. \| \| Guido Pella Pablo Carreño Busta \| 63 7 \| 7 64 \| 6 1 \| \| \| 2. \| \| Diego Schwartzman Rafael Nadal \| 1 6 \| 2 6 \| \| \| \| 3. \| \| Máximo González / Leonardo Mayer Marcel Granollers / Rafael Nadal \| 4 6 \| 6 4 \| 3 6 \| \| \| \| \| \| \| \| \| \| \| \| \| \| \| \| \| \| \| \| \| \| \| \| \| \| \| \| \| \| \| \| \| \| \| \| \| \| \| \| \| \| |           |                                                                   |      |           |     |  |
| |           |                                                                   | 1.   | 2.        | 3.  |  |
| 1. |           | Guido Pella Pablo Carreño Busta                                   | 63 7 | 7 64      | 6 1 |  |
| 2. |           | Diego Schwartzman Rafael Nadal                                    | 1 6  | 2 6       |     |  |
| 3. |           | Máximo González / Leonardo Mayer Marcel Granollers / Rafael Nadal | 4 6  | 6 4       | 3 6 |  |
| |           |                                                                   |      |           |     |  |
| |           |                                                                   |      |           |     |  |
| |           |                                                                   |      |           |     |  |
| |           |                                                                   |      |           |     |  |
| |           |                                                                   |      |           |     |  |

### Semifinále

#### Rusko vs. Kanada
| | Rusko | 1 :                                                               | 2   | Kanada |      |  |
| --- | ----- | ----------------------------------------------------------------- | --- | ------ | ---- |  |
| Estadio Manolo Santana 23. listopadu 2019 |       |                                                                   |     |        |      |  |
| \| \| \| \| 1. \| 2. \| 3. \| \| \| -- \| \| ----------------------------------------------------------------- \| --- \| --- \| ---- \| \| \| 1. \| \| Andrej Rubljov Vasek Pospisil \| 6 4 \| 6 4 \| \| \| \| 2. \| \| Karen Chačanov Denis Shapovalov \| 4 6 \| 6 4 \| 4 6 \| \| \| 3. \| \| Karen Chačanov / Andrej Rubljov Vasek Pospisil / Denis Shapovalov \| 3 6 \| 6 3 \| 65 7 \| \| \| \| \| \| \| \| \| \| \| \| \| \| \| \| \| \| \| \| \| \| \| \| \| \| \| \| \| \| \| \| \| \| \| \| \| \| \| \| \| \| |       |                                                                   |     |        |      |  |
| |       |                                                                   | 1.  | 2.     | 3.   |  |
| 1. |       | Andrej Rubljov Vasek Pospisil                                     | 6 4 | 6 4    |      |  |
| 2. |       | Karen Chačanov Denis Shapovalov                                   | 4 6 | 6 4    | 4 6  |  |
| 3. |       | Karen Chačanov / Andrej Rubljov Vasek Pospisil / Denis Shapovalov | 3 6 | 6 3    | 65 7 |  |
| |       |                                                                   |     |        |      |  |
| |       |                                                                   |     |        |      |  |
| |       |                                                                   |     |        |      |  |
| |       |                                                                   |     |        |      |  |
| |       |                                                                   |     |        |      |  |

#### Velká Británie vs. Španělsko
| | Velká Británie | 1 :                                                        | 2    | Španělsko |    |  |
| --- | -------------- | ---------------------------------------------------------- | ---- | --------- | -- |  |
| Estadio Manolo Santana 23. listopadu 2019 |                |                                                            |      |           |    |  |
| \| \| \| \| 1. \| 2. \| 3. \| \| \| -- \| \| ---------------------------------------------------------- \| ---- \| ------ \| -- \| \| \| 1. \| \| Kyle Edmund Feliciano López \| 6 3 \| 7 63 \| \| \| \| 2. \| \| Dan Evans Rafael Nadal \| 4 6 \| 0 6 \| \| \| \| 3. \| \| Jamie Murray / Neal Skupski Feliciano López / Rafael Nadal \| 63 7 \| 68 710 \| \| \| \| \| \| \| \| \| \| \| \| \| \| \| \| \| \| \| \| \| \| \| \| \| \| \| \| \| \| \| \| \| \| \| \| \| \| \| \| \| \| \| |                |                                                            |      |           |    |  |
| |                |                                                            | 1.   | 2.        | 3. |  |
| 1. |                | Kyle Edmund Feliciano López                                | 6 3  | 7 63      |    |  |
| 2. |                | Dan Evans Rafael Nadal                                     | 4 6  | 0 6       |    |  |
| 3. |                | Jamie Murray / Neal Skupski Feliciano López / Rafael Nadal | 63 7 | 68 710    |    |  |
| |                |                                                            |      |           |    |  |
| |                |                                                            |      |           |    |  |
| |                |                                                            |      |           |    |  |
| |                |                                                            |      |           |    |  |
| |                |                                                            |      |           |    |  |

### Finále

#### Kanada vs. Španělsko
| | Kanada | 0 :                                                                   | 2    | Španělsko |    |            |
| --- | ------ | --------------------------------------------------------------------- | ---- | --------- | -- | ---------- |
| Estadio Manolo Santana 24. listopadu 2019 |        |                                                                       |      |           |    |            |
| \| \| \| \| 1. \| 2. \| 3. \| \| \| -- \| \| --------------------------------------------------------------------- \| ---- \| ---- \| -- \| ---------- \| \| 1. \| \| Félix Auger-Aliassime Roberto Bautista Agut \| 63 7 \| 3 6 \| \| \| \| 2. \| \| Denis Shapovalov Rafael Nadal \| 3 6 \| 67 9 \| \| \| \| 3. \| \| Vasek Pospisil / Denis Shapovalov Marcel Granollers / Feliciano López \| \| \| \| nehrálo se \| \| \| \| \| \| \| \| \| \| \| \| \| \| \| \| \| \| \| \| \| \| \| \| \| \| \| \| \| \| \| \| \| \| \| \| \| \| \| \| \| |        |                                                                       |      |           |    |            |
| |        |                                                                       | 1.   | 2.        | 3. |            |
| 1. |        | Félix Auger-Aliassime Roberto Bautista Agut                           | 63 7 | 3 6       |    |            |
| 2. |        | Denis Shapovalov Rafael Nadal                                         | 3 6  | 67 9      |    |            |
| 3. |        | Vasek Pospisil / Denis Shapovalov Marcel Granollers / Feliciano López |      |           |    | nehrálo se |
| |        |                                                                       |      |           |    |            |
| |        |                                                                       |      |           |    |            |
| |        |                                                                       |      |           |    |            |
| |        |                                                                       |      |           |    |            |
| |        |                                                                       |      |           |    |            |

### Vítěz
| Vítěz Davis Cupu 2019 |
| --------------------- |
| Španělsko šestý titul |

## Složení týmů
Žebříček ATP byl uveden k 18. listopadu 2019, pondělnímu vydání týdne konání turnaje.  Hráči jsou řazeni podle postavení na žebříčku dvouhry. Poměry utkání se vztahují ke všem odehraným zápasům hráče před zahájením finále.

### Složení skupiny A

#### Francie
| Tenista                     | žebříček ATP | žebříček ATP | daviscupové výhry–prohry | daviscupové výhry–prohry | daviscupové výhry–prohry | zdroj  |
| Tenista                     | dvouhra      | čtyřhra      | celkem                   | dvouhra                  | čtyřhra                  | zdroj  |
| --------------------------- | ------------ | ------------ | ------------------------ | ------------------------ | ------------------------ | ------ |
| Gaël Monfils                | 10.          | –            | 12–2                     | 12–2                     | 0–0                      | [ 38 ] |
| Benoît Paire                | 24.          | 102.         | 1–0                      | 1–0                      | 0–0                      | [ 39 ] |
| Jo-Wilfried Tsonga          | 29.          | 702.         | 27–10                    | 21–9                     | 6–1                      | [ 40 ] |
| Pierre-Hugues Herbert       | 65.          | 5.           | 7–2                      | 0–1                      | 7–1                      | [ 41 ] |
| Nicolas Mahut               | 197.         | 3.           | 10–4                     | 1–2                      | 9–2                      | [ 42 ] |
| Kapitán: Sébastien Grosjean |              |              |                          |                          |                          |        |

#### Srbsko
| Tenista                 | žebříček ATP | žebříček ATP | daviscupové výhry–prohry | daviscupové výhry–prohry | daviscupové výhry–prohry | zdroj  |
| Tenista                 | dvouhra      | čtyřhra      | celkem                   | dvouhra                  | čtyřhra                  | zdroj  |
| ----------------------- | ------------ | ------------ | ------------------------ | ------------------------ | ------------------------ | ------ |
| Novak Djoković          | 2.           | 139.         | 34–10                    | 31–7                     | 3–3                      | [ 43 ] |
| Dušan Lajović           | 34.          | 109.         | 10–8                     | 10–8                     | 0–0                      | [ 44 ] |
| Filip Krajinović        | 40.          | 452.         | 6–5                      | 6–2                      | 6–5                      | [ 45 ] |
| Viktor Troicki          | 159.         | 716.         | 23–14                    | 17–11                    | 6–3                      | [ 46 ] |
| Janko Tipsarević        | 221.         | 191.         | 41–18                    | 34–15                    | 7–3                      | [ 47 ] |
| Kapitán: Nenad Zimonjić |              |              |                          |                          |                          |        |

#### Japonsko
| Tenista                 | žebříček ATP | žebříček ATP | daviscupové výhry–prohry | daviscupové výhry–prohry | daviscupové výhry–prohry | zdroj  |
| Tenista                 | dvouhra      | čtyřhra      | celkem                   | dvouhra                  | čtyřhra                  | zdroj  |
| ----------------------- | ------------ | ------------ | ------------------------ | ------------------------ | ------------------------ | ------ |
| Jošihito Nišioka        | 73.          | 289.         | 4–5                      | 4–3                      | 0–2                      | [ 48 ] |
| Jasutaka Učijama        | 81.          | 430.         | 5–10                     | 2–1                      | 3–9                      | [ 49 ] |
| Júiči Sugita            | 104.         | –            | 9–10                     | 8–5                      | 1–5                      | [ 50 ] |
| Taró Daniel             | 111.         | 709.         | 6–6                      | 6–6                      | 0–0                      | [ 51 ] |
| Ben McLachlan           | –            | 44.          | 1–3                      | 0–0                      | 1–3                      | [ 52 ] |
| Kapitán: Satoši Iwabuči |              |              |                          |                          |                          |        |

### Složení skupiny B
| Tenista                | žebříček ATP | žebříček ATP | daviscupové výhry–prohry | daviscupové výhry–prohry | daviscupové výhry–prohry | zdroj  |
| Tenista                | dvouhra      | čtyřhra      | celkem                   | dvouhra                  | čtyřhra                  | zdroj  |
| ---------------------- | ------------ | ------------ | ------------------------ | ------------------------ | ------------------------ | ------ |
| Borna Ćorić            | 28.          | –            | 10–7                     | 10–7                     | 0–0                      | [ 53 ] |
| Borna Gojo             | 280.         | –            | 0–0                      | 0–0                      | 0–0                      | [ 54 ] |
| Ivan Dodig             | –            | 12.          | 18–28                    | 5–13                     | 13–15                    | [ 55 ] |
| Nikola Mektić          | –            | 15.          | 4–1                      | 1–1                      | 3–0                      | [ 56 ] |
| Mate Pavić             | –            | 18.          | 0–5                      | 0–1                      | 0–4                      | [ 57 ] |
| Kapitán: Franko Škugor |              |              |                          |                          |                          |        |

#### Španělsko
| Tenista                 | žebříček ATP | žebříček ATP | daviscupové výhry–prohry | daviscupové výhry–prohry | daviscupové výhry–prohry | zdroj  |
| Tenista                 | dvouhra      | čtyřhra      | celkem                   | dvouhra                  | čtyřhra                  | zdroj  |
| ----------------------- | ------------ | ------------ | ------------------------ | ------------------------ | ------------------------ | ------ |
| Rafael Nadal            | 1.           | –            | 29–5                     | 24–1                     | 5–4                      | [ 58 ] |
| Roberto Bautista Agut   | 9.           | –            | 6–5                      | 6–5                      | 0–0                      | [ 59 ] |
| Pablo Carreño Busta     | 27.          | 113.         | 3–4                      | 2–3                      | 1–1                      | [ 60 ] |
| Feliciano López         | 62.          | 55.          | 15–21                    | 6–8                      | 9–13                     | [ 61 ] |
| Marcel Granollers       | 112.         | 25.          | 5–6                      | 2–1                      | 3–5                      | [ 62 ] |
| Kapitán: Sergi Bruguera |              |              |                          |                          |                          |        |

#### Rusko
| Tenista                  | žebříček ATP | žebříček ATP | daviscupové výhry–prohry | daviscupové výhry–prohry | daviscupové výhry–prohry | zdroj  |
| Tenista                  | dvouhra      | čtyřhra      | celkem                   | dvouhra                  | čtyřhra                  | zdroj  |
| ------------------------ | ------------ | ------------ | ------------------------ | ------------------------ | ------------------------ | ------ |
| Karen Chačanov           | 17.          | 86.          | 6–7                      | 6–4                      | 0–3                      | [ 63 ] |
| Andrej Rubljov           | 23.          | 75.          | 8–7                      | 4–4                      | 4–3                      | [ 64 ] |
| Jevgenij Donskoj         | 113.         | –            | 5–6                      | 3–4                      | 2–2                      | [ 65 ] |
| Kapitán: Šamil Tarpiščev |              |              |                          |                          |                          |        |

### Složení skupiny C

#### Argentina
| Tenista                | žebříček ATP | žebříček ATP | daviscupové výhry–prohry | daviscupové výhry–prohry | daviscupové výhry–prohry | zdroj  |
| Tenista                | dvouhra      | čtyřhra      | celkem                   | dvouhra                  | čtyřhra                  | zdroj  |
| ---------------------- | ------------ | ------------ | ------------------------ | ------------------------ | ------------------------ | ------ |
| Diego Schwartzman      | 14.          | 40.          | 4–4                      | 4–3                      | 0–1                      | [ 66 ] |
| Guido Pella            | 25.          | 58.          | 5–5                      | 4–4                      | 1–1                      | [ 67 ] |
| Leonardo Mayer         | 92.          | 61.          | 14–6                     | 11–3                     | 3–3                      | [ 68 ] |
| Horacio Zeballos       | –            | 4.           | 7–5                      | 2–1                      | 5–4                      | [ 69 ] |
| Máximo González        | –            | 34.          | 1–2                      | 0–0                      | 1–2                      | [ 70 ] |
| Kapitán: Gastón Gaudio |              |              |                          |                          |                          |        |

#### Německo
| Tenista                   | žebříček ATP | žebříček ATP | daviscupové výhry–prohry | daviscupové výhry–prohry | daviscupové výhry–prohry | zdroj  |
| Tenista                   | dvouhra      | čtyřhra      | celkem                   | dvouhra                  | čtyřhra                  | zdroj  |
| ------------------------- | ------------ | ------------ | ------------------------ | ------------------------ | ------------------------ | ------ |
| Jan-Lennard Struff        | 35.          | 56.          | 8–3                      | 4–3                      | 4–0                      | [ 71 ] |
| Philipp Kohlschreiber     | 79.          | 288          | 22–15                    | 18–12                    | 4–3                      | [ 72 ] |
| Dominik Koepfer           | 94.          | 312.         | 0–0                      | 0–0                      | 0–0                      | [ 73 ] |
| Kevin Krawietz            | 478.         | 9.           | 0–0                      | 0–0                      | 0–0                      | [ 74 ] |
| Andreas Mies              | –            | 11.          | 0–0                      | 0–0                      | 0–0                      | [ 75 ] |
| Kapitán: Michael Kohlmann |              |              |                          |                          |                          |        |

#### Chile
| Tenista                    | žebříček ATP | žebříček ATP | daviscupové výhry–prohry | daviscupové výhry–prohry | daviscupové výhry–prohry | zdroj  |
| Tenista                    | dvouhra      | čtyřhra      | celkem                   | dvouhra                  | čtyřhra                  | zdroj  |
| -------------------------- | ------------ | ------------ | ------------------------ | ------------------------ | ------------------------ | ------ |
| Cristian Garín             | 33.          | 343.         | 11–12                    | 10–11                    | 1–1                      | [ 76 ] |
| Nicolás Jarry              | 77.          | 70.          | 14–8                     | 9–5                      | 5–3                      | [ 77 ] |
| Alejandro Tabilo           | 208.         | 486.         | 0–0                      | 0–0                      | 0–0                      | [ 78 ] |
| Marcelo Tomás Barrios Vera | 326.         | 525.         | 1–1                      | 1–0                      | 0–1                      | [ 79 ] |
| Hans Podlipnik Castillo    | –            | 128.         | 11–5                     | 3–2                      | 8–3                      | [ 80 ] |
| Kapitán: Nicolás Massú     |              |              |                          |                          |                          |        |

### Složení skupiny D

#### Belgie
| Tenista                  | žebříček ATP | žebříček ATP | daviscupové výhry–prohry | daviscupové výhry–prohry | daviscupové výhry–prohry | zdroj  |
| Tenista                  | dvouhra      | čtyřhra      | celkem                   | dvouhra                  | čtyřhra                  | zdroj  |
| ------------------------ | ------------ | ------------ | ------------------------ | ------------------------ | ------------------------ | ------ |
| David Goffin             | 11.          | 164.         | 23–6                     | 23–2                     | 0–3                      | [ 81 ] |
| Steve Darcis             | 158.         | –            | 23–18                    | 22–11                    | 1–7                      | [ 82 ] |
| Kimmer Coppejans         | 161.         | 279.         | 4–2                      | 3–2                      | 1–0                      | [ 83 ] |
| Joran Vliegen            | –            | 39.          | 1–1                      | 0–0                      | 1–1                      | [ 84 ] |
| Sander Gillé             | –            | 47.          | 1–1                      | 0–0                      | 1–1                      | [ 85 ] |
| Kapitán: Johan Van Herck |              |              |                          |                          |                          |        |

#### Austrálie
| Tenista                 | žebříček ATP | žebříček ATP | daviscupové výhry–prohry | daviscupové výhry–prohry | daviscupové výhry–prohry | zdroj  |
| Tenista                 | dvouhra      | čtyřhra      | celkem                   | dvouhra                  | čtyřhra                  | zdroj  |
| ----------------------- | ------------ | ------------ | ------------------------ | ------------------------ | ------------------------ | ------ |
| Alex de Minaur          | 18.          | 141.         | 1–3                      | 1–3                      | 0–0                      | [ 86 ] |
| Nick Kyrgios            | 30.          | 239.         | 9–6                      | 9–5                      | 0–1                      | [ 87 ] |
| John Millman            | 48.          | 341.         | 1–1                      | 1–1                      | 0–0                      | [ 88 ] |
| Jordan Thompson         | 63.          | 161.         | 5–2                      | 3–2                      | 2–0                      | [ 89 ] |
| John Peers              | –            | 26.          | 5–3                      | 0–0                      | 5–3                      | [ 90 ] |
| Kapitán: Lleyton Hewitt |              |              |                          |                          |                          |        |

#### Kolumbie
| Tenista                 | žebříček ATP | žebříček ATP | daviscupové výhry–prohry | daviscupové výhry–prohry | daviscupové výhry–prohry | zdroj  |
| Tenista                 | dvouhra      | čtyřhra      | celkem                   | dvouhra                  | čtyřhra                  | zdroj  |
| ----------------------- | ------------ | ------------ | ------------------------ | ------------------------ | ------------------------ | ------ |
| Daniel Elahi Galán      | 194.         | 707.         | 4–1                      | 4–1                      | 0–0                      | [ 91 ] |
| Santiago Giraldo        | 277.         | 885.         | 27–17                    | 27–17                    | 0–0                      | [ 92 ] |
| Alejandro González      | 470.         | 616.         | 7–5                      | 7–5                      | 0–0                      | [ 93 ] |
| Juan Sebastián Cabal    | –            | 1.           | 18–10                    | 7–2                      | 11–8                     | [ 94 ] |
| Robert Farah            | –            | 1.           | 12–9                     | 1–3                      | 11–6                     | [ 95 ] |
| Kapitán: Pablo González |              |              |                          |                          |                          |        |

### Složení skupiny E

#### Velká Británie
| Tenista             | žebříček ATP | žebříček ATP | daviscupové výhry–prohry | daviscupové výhry–prohry | daviscupové výhry–prohry | zdroj   |
| Tenista             | dvouhra      | čtyřhra      | celkem                   | dvouhra                  | čtyřhra                  | zdroj   |
| ------------------- | ------------ | ------------ | ------------------------ | ------------------------ | ------------------------ | ------- |
| Dan Evans           | 42.          | 151.         | 7–14                     | 7–14                     | 0–0                      | [ 96 ]  |
| Kyle Edmund         | 69.          | 149.         | 3–5                      | 3–5                      | 0–0                      | [ 97 ]  |
| Andy Murray         | 126.         | 87.          | 39–8                     | 30–3                     | 9–5                      | [ 98 ]  |
| Jamie Murray        | –            | 23.          | 12–6                     | 0–1                      | 12–5                     | [ 99 ]  |
| Neal Skupski        | –            | 31.          | 0–0                      | 0–0                      | 0–0                      | [ 100 ] |
| Kapitán: Leon Smith |              |              |                          |                          |                          |         |

#### Kazachstán
| Tenista                   | žebříček ATP | žebříček ATP | daviscupové výhry–prohry | daviscupové výhry–prohry | daviscupové výhry–prohry | zdroj   |
| Tenista                   | dvouhra      | čtyřhra      | celkem                   | dvouhra                  | čtyřhra                  | zdroj   |
| ------------------------- | ------------ | ------------ | ------------------------ | ------------------------ | ------------------------ | ------- |
| Alexandr Bublik           | 57.          | 322.         | 1–0                      | 1–0                      | 0–0                      | ]       |
| Michail Kukuškin          | 67.          | 140.         | 25–14                    | 25–13                    | 0–1                      | [ 102 ] |
| Dmitrij Popko             | 187.         | 968.         | 4–2                      | 4–2                      | 0–0                      | [ 103 ] |
| Oleksandr Nedověsov       | 281.         | 189.         | 7–11                     | 2–6                      | 5–5                      | [ 104 ] |
| Andrej Golubjev           | 745.         | 168.         | 24–12                    | 16–7                     | 8–5                      | [ 105 ] |
| Kapitán: Dijas Doskarajev |              |              |                          |                          |                          |         |

#### Nizozemsko
| Tenista                 | žebříček ATP | žebříček ATP | daviscupové výhry–prohry | daviscupové výhry–prohry | daviscupové výhry–prohry | zdroj   |
| Tenista                 | dvouhra      | čtyřhra      | celkem                   | dvouhra                  | čtyřhra                  | zdroj   |
| ----------------------- | ------------ | ------------ | ------------------------ | ------------------------ | ------------------------ | ------- |
| Robin Haase             | 163.         | 33.          | 37–22                    | 27–14                    | 10–8                     | [ 106 ] |
| Tallon Griekspoor       | 179.         | 491.         | 0–1                      | 0–1                      | 0–0                      | [ 107 ] |
| Botic van de Zandschulp | 200.         | 431.         | 0–0                      | 0–0                      | 0–0                      | [ 108 ] |
| Wesley Koolhof          | –            | 14.          | 0–0                      | 0–0                      | 0–0                      | [ 109 ] |
| Jean-Julien Rojer       | –            | 20.          | 50–12†                   | 28–6                     | 22–6                     | [ 110 ] |
| Kapitán: Paul Haarhuis  |              |              |                          |                          |                          |         |

### Složení skupiny F

#### Spojené státy americké
| Tenista             | žebříček ATP | žebříček ATP | daviscupové výhry–prohry | daviscupové výhry–prohry | daviscupové výhry–prohry | zdroj   |
| Tenista             | dvouhra      | čtyřhra      | celkem                   | dvouhra                  | čtyřhra                  | zdroj   |
| ------------------- | ------------ | ------------ | ------------------------ | ------------------------ | ------------------------ | ------- |
| Taylor Fritz        | 32.          | 120.         | 0–0                      | 0–0                      | 0–0                      | [ 111 ] |
| Reilly Opelka       | 36.          | 179.         | 0–0                      | 0–0                      | 0–0                      | [ 112 ] |
| Sam Querrey         | 44.          | 79.          | 11–9                     | 10–9                     | 1–0                      | [ 113 ] |
| Frances Tiafoe      | 47.          | 445.         | 0–2                      | 0–2                      | 0–0                      | [ 114 ] |
| Jack Sock           | –            | 118.         | 7–3                      | 4–3                      | 3–0                      | [ 115 ] |
| Kapitán: Mardy Fish |              |              |                          |                          |                          |         |

#### Itálie
| Tenista                     | žebříček ATP | žebříček ATP | daviscupové výhry–prohry | daviscupové výhry–prohry | daviscupové výhry–prohry | zdroj   |
| Tenista                     | dvouhra      | čtyřhra      | celkem                   | dvouhra                  | čtyřhra                  | zdroj   |
| --------------------------- | ------------ | ------------ | ------------------------ | ------------------------ | ------------------------ | ------- |
| Matteo Berrettini           | 8.           | 208.         | 1–1                      | 1–0                      | 0–1                      | [ 116 ] |
| Fabio Fognini               | 12.          | 150.         | 28–13                    | 21–8                     | 7–5                      | [ 117 ] |
| Lorenzo Sonego              | 52.          | 455.         | 0–0                      | 0–0                      | 0–0                      | [ 118 ] |
| Andreas Seppi               | 72.          | 297.         | 24–21                    | 20–19                    | 4–2                      | [ 119 ] |
| Simone Bolelli              | 339.         | 80.          | 19–15                    | 7–9                      | 12–6                     | [ 120 ] |
| Kapitán: Corrado Barazzutti |              |              |                          |                          |                          |         |

#### Kanada
| Tenista                 | žebříček ATP | žebříček ATP | daviscupové výhry–prohry | daviscupové výhry–prohry | daviscupové výhry–prohry | zdroj   |
| Tenista                 | dvouhra      | čtyřhra      | celkem                   | dvouhra                  | čtyřhra                  | zdroj   |
| ----------------------- | ------------ | ------------ | ------------------------ | ------------------------ | ------------------------ | ------- |
| Denis Shapovalov        | 15.          | 50.          | 7–4                      | 7–3                      | 0–1                      | [ 121 ] |
| Félix Auger-Aliassime   | 21.          | –            | 1–2                      | 1–1                      | 0–1                      | [ 122 ] |
| Brayden Schnur          | 103.         | 315.         | 0–2                      | 0–2                      | –                        | [ 123 ] |
| Vasek Pospisil          | 150.         | 447.         | 17–17                    | 9–10                     | 8–7                      | [ 124 ] |
| Kapitán: Frank Dancevic |              |              |                          |                          |                          |         |